# Miloslav Holub
Miloslav Holub (ur. 27 lutego 1915 w Běchovicach, zm. 12 marca 1999 w Ostrawie) – czeski aktor, najbardziej znany ze swoich występów w pięciu filmach Karela Zemana. 

## Biografia

### Wczesna młodość
Miloslav Holub urodził się podczas I wojny światowej 27 lutego 1915 roku jako drugi syn nauczyciela Václava Holuba i jego żony Marie (z domu Leflerová). Miejscem jego urodzenia stała się wieś Běchovice położona na wschodniej granicy Pragi (a od 1974 roku jej dzielnica). Całe dzieciństwo i młodość spędził w Běchovicach w środowisku trzyklasowej wiejskiej szkoły zbudowanej przez jego dziadka Václava Leflera, i gdzie jego ojciec pracował z jako nauczyciel do przejścia na emeryturę. Oprócz zawodu nauczyciela jego ojciec był także wybitną postacią kulturalną społeczności i zapalonym aktorem, który jako dyrektor i organizator prowadził lokalny zespół aktorski. Dzięki ojcu po raz pierwszy pojawił się na scenie jako pięciolatek. W późniejszych latach pomagał ojcu na różnych stanowiskach w przygotowaniu spektakli i był coraz bardziej obsadzany do ról aktorskich. Był blisko teatru przez cały okres nauki w szkole podstawowej, a później w gimnazjum. Już w czasie studiów w gimnazjum w Českém Brodě był zdeterminowany, aby kontynuować zawód aktorski, a nawet z tego powodu chciał przerwać naukę w gimnazjum. Jednak jego decyzja nie spotkała się ze zrozumieniem ojca, który chciał zobaczyć syna na studiach medycznych. Ostatecznie wycofał się z zamiaru przerwania nauki i ukończył gimnazjum w Českém Brodě

### Studia aktorskie
Po ukończeniu egzaminu maturalnego postanowił spróbować szczęścia na wydziale dramatycznym w Konserwatorium w Pradze. Po pomyślnym zdaniu egzaminu wstępnego wstąpił do Konserwatorium w 1936 roku, aby studiować aktorstwo. Wśród jego nauczycieli, którzy wywarli na nim największy wpływ, możemy znaleźć takie nazwiska czeskiego teatru, jak Jiří Plachý, Anna Iblová czy Milan Svoboda. Pierwszą szkolną rolą Pigeona był skrzypek Valenty w córce Tyl Palič. Następnie zagrała Zbyszka w sztuce polskiej autorki Gabrieli Zapolskiej Moralność pani Dulskiej.
W ciągu ostatnich dwóch lat pozwolono mu występować w mniejszych rolach w produkcjach Teatru Narodowego. W ciągu dwóch lat otrzymał łącznie czternaście możliwości aktorskich w zarządach naszego pierwszego etapu, pod kierunkiem takich reżyserów, jak Jiří Frejka, Karel Dostal, Vojta Novák, Aleš Podhorský i Jan Bor. Jego współaktorami są takie osobistości czeskiego teatru, jak Jaroslav Průcha, Zdeněk Štěpánek, Saša Rašilov, Eduard Kohout, Bedřich Karen, Jan Pivec, František Smolík, Ladislav Pešek, Stanislav Neumann lub Hugo Haas. Nawiązał także osobiste przyjaźnie z wieloma z nich, które trwały do końca jego życia. Rolą dyplomową Holuba był doktor Cardin w sztuce Lillian Hellman The Children’s Hour. Ukończył studia w 1939 r. Z ceremonią ukończenia szkoły i natychmiast pojawiły się pierwsze propozycje.
Początkowo pracował jako aktor i reżyser w Pardubicach, grał także krótko w Kladnie, pod koniec II wojny światowej został dyrektorem Teatru Pardubice. W latach 1948–1949 pracował także krótko w Brnie, w latach 1949–1986 grał i reżyserował w Teatrze Państwowym w Ostrawie, gdzie w latach 1954–1956 pełnił funkcję dyrektora artystycznego. Często współpracował z ostrawskimi studiami Czechosłowackiego Radia i Telewizji Czechosłowackiej, a także wykładał w Konserwatorium w Ostrawie, gdzie kierował dramatycznym wydziałem muzycznym, który pomógł założyć.

### Przed filmową i telewizyjną kamerą
Miloslav Holub zaczął pojawiać się w filmie od drugiej połowy lat 40. XX wieku i podczas swojej długiej kariery stworzył w nim ok. czterdzieści ról. Po raz pierwszy przedstawił się publiczności filmowej jako członek Teatru Narodowego Czech Wschodnich w Pardubicach. Został napisany w 1947 roku, a reżyser Jiří Weiss obsadził go w roli morderczego poczmistrza Johanna Zeislera w dramacie wojennym Uloupená hranice. Inne oferty ze studia Barrandov nie trwały długo. Po mniejszych rolach w filmach Pan Habětín odchází (1949), Poslední výstřel (1950) i Zocelení (1950), reżyser Martin Frič zaproponował mu kolejną interesującą i ponownie negatywną rolę gestapowca Antona Dönnerta w filmie Past (1950). Potem pojawiło się kilka mniej lub bardziej interesujących ról filmowych. Kolejną znaczącą rolą był leśniczy Paleček, tytułowa postać w filmie Przez zieloną granicę (1959) w reżyserii Karel Kachyňy.
Kiedy Karel Zeman zaczął przygotowywać swój drugi film fabularny, Diabelski wynalazek (1958), szukając odpowiedniego wykonawcy do roli hrabiego Artigasa, zaprosił Miloslava Holuba na próby w Gottwaldov na podstawie jego wcześniejszej pracy filmowej. Wynikiem była zawarta umowa i początek długoterminowej współpracy, która stopniowo przerodziła się w przyjaźń. Miloslav Holub był jedynym czeskim aktorem, który pojawił się w prawie wszystkich filmach fabularnych tego twórcy. Oprócz wspomnianego już Diabelskiego wynalazku, są to Przygody Münchhausena (1961), Dwaj muszkieterowie (1964), Skradziony balon (1967) i Na komecie (1970). Skomentował osobę Karela Zemana i jego pracę w następujący sposób:

Jako reżyser Zeman zawsze wiedział dokładnie, czego chce. I nalegał, by zrealizować swój pomysł z nieustępliwym uporem. Podziwiam szczególny sposób, w jaki aktor dosłownie „wydobywał” realizację swojego zamiaru. Cenię takt, wrażliwość, zrozumienie i cierpliwość, a szczególnie niezmiernie ludzkie relacje Zemana z aktorem. Ten reżyser lubi aktorów. Ufa im. Nawet przy ścisłej legalności i precyzji wymaganej przez gatunek jego filmów pozostawia aktora wolną od artystycznej ekspresji. Nigdy nie przekręcał, ani nie zniekształcał pisma aktora. Dla mnie pozostaje nieosiągalnym cudotwórcą, który całą swoją osobowością, swoją naturalną prostotą i bezpretensjonalnością z oddaniem służy taśmy celuloidowej. Nie tylko dlatego, że odrzucił kuszące oferty obcego kraju, który tak bardzo nam zazdrościł, ale przede wszystkim dlatego, że nie zaprzeczył w żadnym z tysięcy i setek tysięcy okien filmowych, co wiąże go z tym krajem, jego mową, pieśniami, czułością i pięknem. Zapach i oddech naszego kraju przenikają całą jego pracę. Z jednej strony wielki mag, mag wszystkich magików, z drugiej strony niezwykle proste dziecko.

Gdy czechosłowackie studio telewizyjne w Ostrawie rozpoczęło nadawanie w ostatnim dniu 1955 roku, Miloslav Holub był pierwszym artystą, który pojawił się na ekranie telewizyjnym. Zaczął nadawać od recytowania wiersza Petra Bezruča Z Ostrawy. Przypomniał swoje początki telewizyjne w 1966 roku W wywiadzie dla Týdeník Československá:

Słowem początki telewizji w Ostrawie były prymitywne. To był taki czas przebudzenia dla Tyl. Być może tylko z tą różnicą, że wymieniliśmy drabinę na ciężarówkę z plandeką, w której do studia podróżowali praktycy, dekoracje, aparaty fotograficzne, kamerzyści, a także aktorzy. Pamiętam to bardzo żywo, ponieważ pierwsze spotkania są najbardziej trwałe. Czy wiesz, że byłem pierwszym profesjonalnym aktorem w ostrawskim studiu? Pierwszego dnia nadawania dziesięć lat temu wyrecytowałem przed kamerą wiersz Petra Bezruča Z Ostrawy. Nie mogłem się doczekać, aby poczuć, że powinno być coś nienormalnego. Nie wiadomo jeszcze. Nie był. Studio jak w radiu, kamera i światła jak na filmie, więc nie było dla mnie niczym nowym.

Pod koniec lat 60. współpracował przy dwóch filmach, które trafiły do cenzury na kolejne dwadzieścia lat i były dystrybuowane dopiero w listopadzie 1989 roku. Pierwszy to debiut fabularny czeskiej twórczyni filmów dokumentalnych Drahomíry Vihanovej Zabitá neděle (1969), a drugi to kameralny dramat psychologiczny Ucho (1970) w reżyserii Karela Kachyňy. Ostatnią rolą Miloslava Holuba była sąsiad Domorák w słowackojęzycznym filmie muzycznym Fontána pro Zuzanu (1985). W 1987 r. Na ekranach kin pojawił się także film Juraja Jakubiska Max a strašidlá, będącą filmową wersją siedmioczęściowego serialu telewizyjnego Teta.

## Wybrana filmografia
- 1950: Past
- 1951: Zahartowani
- 1955: Tanková brigáda
- 1958: Diabelski wynalazek
- 1961: Przygody Münchhausena
- 1964: Dwaj muszkieterowie
- 1967: Skradziony balon
- 1970: Na komecie
- 1970: Ucho
- 1971: W cieniu gilotyny